# 신데렐라 시리즈
신데렐라  시리즈(일본어: シンデレラシリーズ, 영어: Cinderella Series)는 매년 10월에서 11월 경에 일본 여자 프로 야구의 우승을 결정짓는 시리즈 경기이다.

## 연도별 성적
| 연도 | 우승 팀 | 비고 | 우승 횟수 |        |                      |   |     |
| ---- | ------- | ---- | --------- | ------ | -------------------- | - | --- |
| 연도 | 우승 팀 | 비고 | 우승 횟수 | 2011년 | 효고 스윙 스마일리스 | ☆ | 1회 |

## 같이 보기
- 일본 시리즈